# Marianna Strzyżewska
Marianna Strzyżewska (ur. 25 października 1931 w Kocierzewie) – polska agronom i polityk, posłanka na Sejm PRL VIII kadencji.

## Życiorys
Uzyskała wykształcenie średnie zawodowe. Była agronomem w Rolniczej Spółdzielni Produkcyjnej Olszewka-Nakło. W 1975 wstąpiła do Polskiej Zjednoczonej Partii Robotniczej. Była radną powiatową i gminną, zasiadała też w plenum Komitetu Miejsko-Gminnego PZPR w Nakle. W latach 1980–1985 pełniła mandat posłanki na Sejm PRL VIII kadencji w okręgu Inowrocław. Zasiadała w Komisji Handlu Wewnętrznego, Drobnej Wytwórczości i Usług, Komisji Rolnictwa i Przemysłu Spożywczego, Komisji Nadzwyczajnej do rozpatrzenia projektu ustawy o Spółdzielniach i ich Związkach, Komisji Rolnictwa, Gospodarki Żywnościowej i Leśnictwa oraz w Komisji Rynku Wewnętrznego, Drobnej Wytwórczości i Usług. Otrzymała Złoty Krzyż Zasługi.